# Нагрузочная вилка
Нагрузочная вилка — прибор для определения под нагрузкой электрического напряжения на клеммах аккумуляторной батареи; состоит из вольтметра, нагрузочного резистора в защитном кожухе и двух контактных ножек, присоединяемых к полюсам проверяемой батареи.
При эксплуатации аккумулятора, а также генератора или реле-регулятора может возникнуть необходимость их диагностики. При этом простой замер напряжения при помощи вольтметра не дает исчерпывающей информации о состоянии аккумулятора. Для полноценной оценки необходимо знать, как аккумуляторная батарея ведет себя под нагрузкой. Для этого может использоваться нагрузочная вилка — прибор,совмещающий в себе и вольтметр и заранее откалиброванную нагрузку. В настоящее время популярность приобретают цифровые нагрузочные вилки, работа с ними сильно облегчает жизнь пользователя — количество расчетов сводится к минимуму и информация предоставляется более наглядно (не требуются таблицы). Нагрузочная вилка может содержать несколько нагрузочных спиралей для работы с разными нагрузками и типами аккумуляторных батарей.
Как правило один из контактов для подключения выполнен в виде провода большого сечения с зажимом типа крокодил, а второй в виде контактного штыря, закрепленного на корпусе вилки. Также на корпусе находится индикатор и средства управления, если вилка цифровая. При работе вилка коммутирует большие токи (50-200А), вся мощность рассеивается на измерительных сопротивлениях — спиралях выделяется в виде большого количества тепла. Именно поэтому время использования вилки ограниченно секундами, а корпус вилки оборудован ручкой из теплоизоляционного материала.
Для оценки состоянии батареи аккумулятор необходимо зарядить и подождать несколько часов, чтобы выровнялась температура и плотность электролита. Рекомендуется продержать аккумулятор в электрическом покое 24 часа. После этого можно приступать к замерам.
Чаще всего встречаются нагрузочные вилки для проверки 12 В аккумуляторов. Типовыми значениями для определения степени заряженности аккумулятора для таких нагрузочных вилок, снабжённых аналоговыми вольтметрами являются следующие значения:
Замер напряжения на холостом ходу (без нагрузки):
| Показания вольтметра, В | >12,7 | 12,5 | 12,3 | 12,1 | <11,9 |
| Процент заряженности, % | 100   | 75   | 50   | 25   | 0     |

Замер напряжения под нагрузкой на пятой секунде (в цепь включено измерительное сопротивление):
| Показания вольтметра, В | >10,2 | 9,6 | 9  | 8,4 | <7,8 |
| Процент заряженности, % | 100   | 75  | 50 | 25  | 0    |

В некоторых современных автомобилях встроены узлы, аналогичные нагрузочным вилкам — они определяют и сообщают водителю степень заряженности аккумуляторов.
Кроме того на технике выпущенной в середине — второй половине XX века встречаются встроенные в приборную панель аналоговые вольтметры, показывающие (условно) заряд аккумулятора. Например на самоходной установке АСУ-57 на приборной панели имеется вольтамперметр, который также используется для определения напряжения на клеммах АКБ и для проверки исправности генератора бортовой сети (проверка напряжения заряда, косвенно определяется корректность работы реле-регулятора).